# Château du Pont-de-Varenne
Le château du Pont-de-Varenne est un château situé à Louresse-Rochemenier, en France dans le département de Maine-et-Loire.

## Localisation
Le château est situé dans le département français de Maine-et-Loire, sur la commune de Louresse-Rochemenier. On trouve plusieurs orthographes : Varannes, Varanne, Varenne, Varennes. Il se situe sur le bord de l'ancienne voie de Doué-la-Fontaine à Gennes au niveau du petit ruisseau de Maliverne, formant d’abord un étang – aujourd’hui marais. Le franchissement du ruisseau se faisait par un gué. Ce franchissement a été facilité grâce à la mise en place, en 1830, d'une des pierres du dolmen de la Pierre Couverte toute proche,.

## Historique
Le domaine  appartenait au XIe siècle à l'abbaye Saint-Florent de Saumur qui l’échangea vers le milieu du XIIe siècle à des Seigneurs particuliers. Le château est cité pour la première fois dans un acte de 1055. On y parle de astagnum et terra apud pontem de Varenna. “L'hostel du Pont de Varannes” (1540) est désigné comme ancien fief et seigneurie relevant du Grand Launay, en la paroisse Saint Pierre de Doué, construit dans les premières années du XVIe siècle. Il appartient à la famille Serpillon au XVe siècle, puis il a appartenu au fil des siècles aux familles Thoisnon, de Courtavel, de Charbonnier, à Joseph François Foullon, à Jean-François Merlet, puis aux familles Genet et Rothé.
L'édifice est inscrit au titre des monuments historiques en 1973.

## Description
Le  château construit à la limite des XVe et XVIe siècles est bâti sur un terre-plein carré, flanqué de trois tours d’angles qui ne semblent pas avoir de rôle défensif, entouré de douves vives alimentées par le ruisseau la Varenne et concluant au nord sur un étang. Une quatrième tour d’angles existait à l’angle nord de la terrasse (située derrière le pavillon principal) ouverte sur l’étang, elle figurait sur un plan antérieur à 1788. Il y avait jusqu’à la moitié du XXe siècle un pont-levis mobile placé dans l’axe du pavillon principal. Le château semble avoir été étudié plutôt comme un lieu d’agrément que comme une place défensive.
Le château actuel présente deux ailes en retour d'équerre bâties. Le corps de logis principal (au nord), de style renaissance, possède un élégant pavillon central, du début du XVIe siècle, accolé à une chapelle à campanile de pierre en bretèche et voûtes Plantagenêt, dédiée à la Vierge et Sainte Suzanne. Cette dernière fut fondée le 21 décembre 1530 par René Thoisnon. Il y avait un service de trois messes par semaine, réduit en 1754 à une messe unique le dimanche. La deuxième aile est un retour d’équerre vers le sud-est qui abritait servitudes et communs du XVIIIe siècle (cuisine, bûcher, logements de domestiques). Un nouveau pavillon ou petite aile tronquée légèrement projetée en avant a été rajoutée à l’ouest. On peut rapprocher l’ensemble du plan à un U déséquilibré.
Le château possède une allure médiévale mais est ouvert grâce à une succession de cours. Une avant-cour (ou cour des communs récents) est fermée au nord par un muret donnant sur les douves ; elle donne accès à l’ancien pont levis qui ouvre sur une cour d’honneur en forme de quadrilatère enserré par les logis.

## Remaniements
D’après un inventaire des lieux réalisé par le fermier Augustin Grignon (qui fut maire de la commune de Louresse-Rochemenier), l'état général des lieux en 1788 était assez misérable : les portes ne fermaient pas, les croisées étaient sans vitres, les murs lézardés, de nombreux carreaux manquaient au sol… 
Le château fut remanié aux XVIIIe et XIXe siècles.
Les intérieurs et l'aile sud du château ont été repris au XVIIIe puis au XIXe siècle.
Les servitudes comprenant écurie, boulangerie et buanderie étaient situées avant 1796 dans un bâtiment allant de la tour du nord à la volière qui fut détruit par le propriétaire Merlet. Il fera réaliser de nombreux travaux pour remettre en état et restaurer le château ; la maison d'habitation a pris dans son ensemble l’aspect actuel. Merlet fit d’ailleurs planter au haut du pavillon principal une girouette avec la lettre M pour indiquer qu’il s’agissait de son œuvre.
Une boulangerie, une étable et une remise furent construites une première fois entre 1800 et 1812 puis remaniées entre 1830 et 1836 par la famille Genet. Une basse-cour a progressivement été développée au fil des années. Le domaine possédait un potager et verger, des vignes, un pressoir etc. permettant de vivre en autarcie.
La chapelle fut largement restaurée au XIXe siècle (chapiteaux des colonnettes et culs-de-lampe notamment). La terrasse semble également dater du début du XIXème.
Si le château semble être le résultat de nombreux rajouts, restaurations et modifications survenus au cours des siècles, l’ensemble est toutefois assez homogène car le parement est recouvert d’un crépi qui rend ces constructions et restaurations moins visibles ou distinctes.
Des derniers travaux de restauration ont été entrepris à la fin du XXe siècle. Le château est inscrit au titre des Monuments Historiques, à l'Inventaire supplémentaire des monuments historiques par arrêté du 20 décembre 1973.

## Propriétaires
Le château est d'abord détenu par la famille Serpillon au XVe siècle, puis aux familles Thoisnon, de Courtavel, de Carbonnier :
- Réné Thoisnon puis sa veuve Ysabeau de Rezay 1560 ;
- Jacques de Courtavel (1572-1590),
- Suzanne Thoisnon (1591),
- Marie Lusignan de Saint Gelais marquise de Pezé (1630 - 1638) veuve de René de Courtavel,
- leur fils René de Courtavel marquis de Pezé (1644-1668),
- le chevalier de Charbonnier (1682).
Le château a appartenu au Baron de Doué, Joseph François Foullon dès 1754. La grande allée principale des jardins (qui n’existe plus), auparavant bordée de centaines d'arbres rejoignait le château des Basses Minières à Soulanger à Doué-la Fontaine (dont les écuries sont encore visibles), où Foullon, également propriétaire dès 1774, résidera.
En 1796 le propriétaire était Jean-François Merlet, préfet de Vendée chargé par Napoléon d'installer la nouvelle préfecture à la Roche-sur-Yon. En 1808, Merlet doit quitter la Vendée car le chantier est un échec. Il meurt en 1830 dans son château du Pont-de-Varennes. Depuis, le château reste un bien familial. Camille Merlet y réside durant son mandat de maire (1832-1840).
La propriété passe à la famille du Général Alexandre Antoine Gérard Genet, gendre de Merlet (1830-1837), les propriétaires furent successivement le général Genet (1837-1878), sa veuve Elisabeth Merlet (1878-1896), Eugenie Genet (1896 - 1907), le Général Rothé (1907-1912) puis son fils le capitaine Louis Rothé (décédé en 1929).
Les descendants de la famille Rothé l'habitent encore de nos jours.